# Leichtathletik-Weltmeisterschaften 2022/Teilnehmer (Katar)
| Gelbes Symbol für Goldmedaillen mit stilisierten Olympischen Ringen | Graues Symbol für Silbermedaillen mit stilisierten Olympischen Ringen | Braundes Symbol für Bronzemedaillen mit stilisierten Olympischen Ringen |
| ------------------------------------------------------------------- | --------------------------------------------------------------------- | ----------------------------------------------------------------------- |
| 1                                                                   | –                                                                     | –                                                                       |

Der Leichtathletikverband von Katar nahm an den Leichtathletik-Weltmeisterschaften 2022 in Eugene mit drei männlichen Athleten teil.

## Medaillengewinner
| Medaille | Athletin           | Disziplin  |
| -------- | ------------------ | ---------- |
| Gold     | Mutaz Essa Barshim | Hochsprung |

## Ergebnisse

### Männer

#### Laufdisziplinen
| Athlet         | Disziplin | Vorlauf | Vorlauf | Halbfinale | Halbfinale | Finale | Finale |
| Athlet         | Disziplin | Zeit    | Platz   | Zeit       | Platz      | Zeit   | Platz  |
| -------------- | --------- | ------- | ------- | ---------- | ---------- | ------ | ------ |
| Femi Ogunode   | 100 m     | 10,52 s | 48      | DNQ        | DNQ        | DNQ    | DNQ    |
| Femi Ogunode   | 200 m     | DNS     | DNS     | DNQ        | DNQ        | DNQ    | DNQ    |
| Adam Ali Musab | 1500 m    | DNS     | DNS     | DNQ        | DNQ        | DNQ    | DNQ    |

#### Sprung/Wurf
| Athlet             | Disziplin  | Qualifikation | Qualifikation | Finale     | Finale |
| Athlet             | Disziplin  | Weite/Höhe    | Platz         | Weite/Höhe | Platz  |
| ------------------ | ---------- | ------------- | ------------- | ---------- | ------ |
| Mutaz Essa Barshim | Hochsprung | 2,28 m        | 1             | 2,37 m     | Gold   |